# Шевелева, Светлана Владимировна
Светлана Владимировна Шевелева (род. 26 января 1997 года, Москва, Россия) — российская фехтовальщица на саблях. Серебряный призёр чемпионата мира в командном первенстве (2018), чемпионка Европы в командном первенстве (2018), бронзовый призёр чемпионата Европы в личном первенстве (2018), чемпионка России в личном первенстве (2018). Мастер спорта международного класса (2017).

## Биография
Светлана Шевелева родилась 26 января 1997 года в городе Москве. Мать — Людмила Игоревна. Отец — Владимир Владимирович. Окончила Российский государственный университет физической культуры, спорта, молодёжи и туризма.
Фехтованием Светлана начала заниматься в 2006 году в Московском городском физкультурно-спортивном объединении Департамента спорта города Москвы (МГФСО) под руководством тренера Рустама Каримова. Своей специализацией выбрала саблю.
В 2014—2017 годах успешно выступала за сборную России в юниорской возрастной категории завоёвывая медали различного достоинства в индивидуальном и командном зачёте на чемпионатах мира и Европы. В 2017 году Светлана возглавила мировой юниорский рейтинг по фехтованию на саблях.
В 2018 году становится чемпионкой России по фехтованию на саблях среди женщин. В этом же году привлекается в национальную сборную России и поднимается на пьедестал почёта завоевав бронзовую медаль в личных соревнованиях на чемпионате Европы 2018 в Нове-Саде. А в составе национальной сборной становиться чемпионкой Европы в командных соревнованиях чемпионата Европы в Нове-Саде 2018. Спустя месяц в составе женской сборной России завоёвывает серебряную медаль в командном первенстве на чемпионате мира 2018 в Уси (Китай).